# AES3

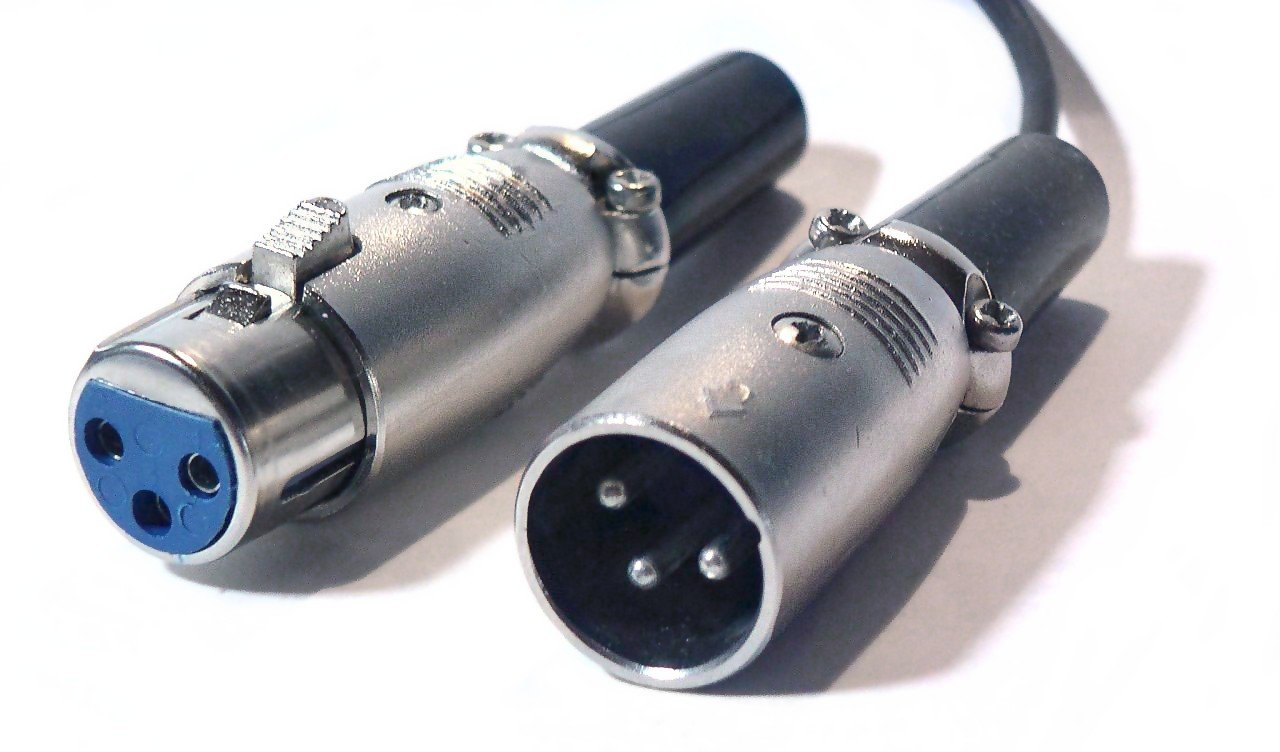
XLR

Стандарт передачі цифрових звукових сигналів, більш відомий як AES/EBU, офіційно має назву AES3, описує параметри передачі цифрових аудіосигналів між різними пристроями. Розроблено Товариством звукоінженерів ( англ. Audio Engineering Society, AES ) і Європейським мовним союзом ( англ. European Broadcasting Union, EBU ) і вперше опублікований в 1985 році, пізніше виправлений у 1992 і 2003 роках. Існують обидві версії стандарту і AES і EBU. Деяка відмінність фізичних роз'ємів також визначається частиною всієї групи стандартів. Споріднена система, S/PDIF, розроблена як споживча версія AES/EBU, використовує тип роз'ємів, більш поширений в споживчому середовищі.

## Стандарти
Інтерфейс для послідовної цифрової передачі двох каналів цифрових аудіоданих з періодичною вибіркою та лінійним уявленням був стандартизований у кількох організаціях:
- в AES як стандарт AES3, останнє видання 2009 року з переглядом у 2014,
- в EBU, як стандарт Tech.3250-, остання публікація 2004 року,
- у МЕК, як IEC 60958-4, стандарт 2008 року,
- у МСЕ-R, як рекомендація BS.647-3, опублікована у 2011 році.

## Апаратна реалізація
Стандарт AES3 відповідає міжнародному стандарту МЕК 60958. Використовується три типи фізичного підключення, описаних МЕК 60958:
- МЕК 60958 тип I симетричний — трипровідний, 110-омний двожильний кабель з роз'ємом XLR, використовується у професійному устаткуванні (стандарт AES3).
- МЕК 60958 тип II несиметричний — двопровідний, 75-омний коаксіальний кабель з роз'ємами RCA, використовується у споживчій звуковій апаратурі.

- МЕК 60958 тип III оптичний — волоконно-оптичний, використовується пластик, але іноді скло з роз'ємами F05 також використовується в споживчій звуковій апаратурі.

Стандарт AES-3id визначає модифікацію передачі AES3 75-омним коаксіальним кабелем з підключенням BNC роз'ємами. Останнім часом цей тип фізичного підключення використовується у професійному устаткуванні. Застосовується той самий тип кабелів, комутацій і роз'ємів, як й у передачі аналогового чи цифрового відео, переважно у мовної індустрії.
F05 — роз'єм для пластикового волокна, більш відомий під фірмовою назвою фірми Toshiba TOSLINK. Попередній специфікації МЕК 60958 тип II був інтерфейс S/PDIF. Варто зазначити, що стандарти AES/EBU та S/PDIF мають різні електричні рівні.
D-25 — 25-контактний роз'єм типу D-sub, що описується стандартом AES59-2012 для симетричного підключення до 8 аналогових або цифрових ліній. Відповідно до стандарту, один роз'єм D-25 може бути використаний або для восьми аналогових входів (виходів) або восьми цифрових входів (виходів), але не може використовуватися ні для змішаних сигналів — аналогових і цифрових, ні для змішаних аналогових входів і виходів .

## Протокол
AES/EBU був розроблений спочатку для підтримки звукових даних, кодованих ІКМ, двох форматів – DAT та CD, з частотою дискретизації 48 кГц та 44.1 кГц відповідно. Стандарт AES/EBU дозволяє передавати дані з будь-якою частотою дискретизації та відновлювати частоту синхронізуючих імпульсів декодуванням даних, використовуючи код з поданням одиниці подвійною зміною фази (англ. Biphase mark code, BMC).

## Головні відмінності між AES/EBU і SPDIF
|                                 | AES/EBU                                                 | SPDIF                                        |
| Використовуваний кабель         | 110 ом екранована пара або коаксіальний кабель (75 ом). | коаксіальний (75 ом) або оптичний кабель.    |
| Роз'єми                         | XLR, BNC або D-Sub                                      | RCA або TOSLINK                              |
| Рівень сигналу                  | 3 — 10 В                                                | 0.5 — 1 В                                    |
| Модуляція                       | код з поданням одиниці подвійною зміною фази            | код з поданням одиниці подвійною зміною фази |
| Максимальна роздільна здатність | 24 біта                                                 | 20 біт (опціонально 24 біта)                 |